# The Unexpected Scoop
The Unexpected Scoop è un cortometraggio muto del 1916 diretto e interpretato da Richard Stanton.

## Produzione
Il film fu prodotto dalla Nestor Film Company.

## Distribuzione
Distribuito dall'Universal Film Manufacturing Company, il film - un cortometraggio di una bobina - uscì nelle sale cinematografiche statunitensi il 29 luglio 1916.